# Frank País (Cuba)
Frank País es uno de los 14 municipios con los que cuenta la Provincia de Holguín, ambos creados según resolución de la Constitución de 1976 al nordeste de la isla de Cuba. El nombre del municipio honra la memoria del mártir santiaguero de la clandestinidad Frank País García, nombre también dado al II Frente Oriental que liberó la zona a cargo del comandante Raúl Castro Ruz. 
La cabecera de este municipio es el poblado conocido por Cayo Mambí, siendo la localidad más poblada a la que siguen en importancia Cananova, Río Grande y Cebolla.

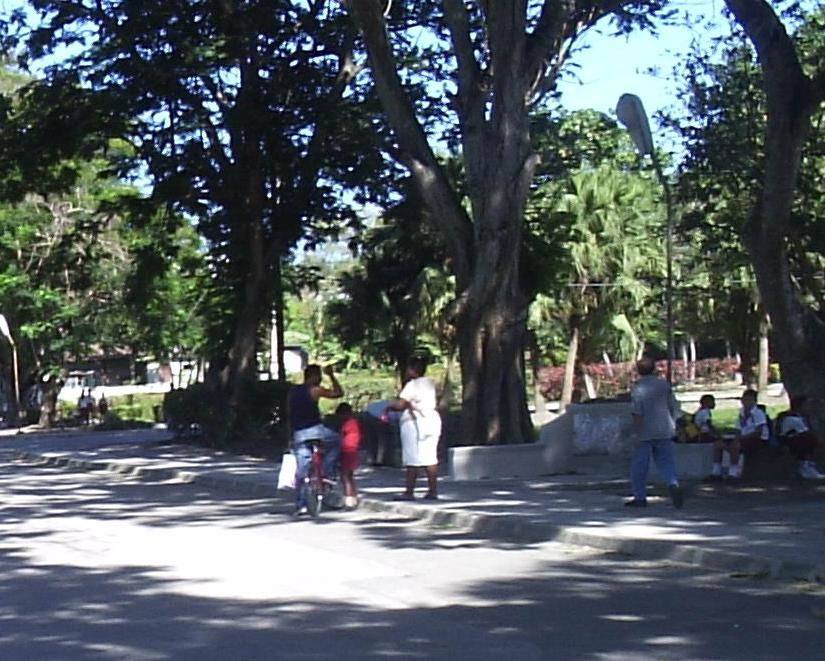
Calle Libertad en Cayo Mambí.

## Geografía
Extensión territorial: 515 kilómetros cuadrados.
Límites:
- Norte: Océano Atlántico.
- Este: municipio Moa.
- Sur: municipio Sagua de Tánamo y las provincias de Guantánamo y Santiago de Cuba.
- Oeste: municipio Mayarí.

Este territorio es de terreno ondulado, aunque también pueden encontrarse pequeñas alturas y una llanura fluvial, rodeando la Bahía de Tánamo y que se forma por la presencia de varios ríos en la región que fluyen hasta este accidente costero.
Posee tres bahías (Bahía de Tánamo) y hermosas playas, entre las que destacan playa Mejías y playa Corinthia, esta última en honor a que por sus costas desembarcó la fallida expedición del yate Corinthia. Además de contar con una importante y relativamente bien conservada zona de manglares. 
Se considera que la red hidrográfica de la zona es importante debido a la presencia de varios ríos y arroyos entre los que pueden señalarse el río Sagua de Tánamo (que inicialmente desembocaba hacia la Bahía de Tánamo, pero actualmente vierte sus aguas en Mejías), río Grande y el río Téneme.

## Demografía
- Población: 25 356 habitantes.

- Rural: xxx habitantes.

- Urbana: xxx habitantes.

### Principales asentamientos poblacionales
La presión de la agricultura y la industria azucarera definieron la cabecera en Cayo Mambí, mientras que de manera secundaria siguen por importancia Cananovas, Río Grande, Cebolla y Barrederas. 
En menor escala, también en la zona rural se han ido asentando caseríos y pequeños poblados entre los que podrían mencionarse El Quemado, Téneme, Tánamo, Collazo, Carenero y Vidalina.

## Historia
Su poblamiento comienza en el siglo XVIII fundamentalmente con la producción de tabaco y maderas entre otros productos, cuando este territorio pertenecía a la capitanía Pedánea de Sagua de Tánamo.

### Luchas contra el dominio colonial de la isla

#### Guerra de los Diez Años
Cuando estalla la Guerra de los Diez Años vecinos del territorio se unen al Ejército Libertador, esta zona queda bajo el dominio de los mambises. En 1869 los revolucionarios son obligados a refugiarse en otros lugares para continuar con la lucha, ya para esta fecha el territorio pertenecía a la jurisdicción de Holguín. Hacia junio de 1872 esta zona carecía de fuerzas mambisas, pero no existían tampoco fuerzas coloniales de importancia por estos parajes.

#### Guerra del 95
Esta guerra es apoyada nuevamente por los vecinos de la zona, perteneciendo a la Primera División del Primer Cuerpo de Ejército del Departamento Oriental. El nombre de Cayo Mambí es debido al apoyo que estos recibieron de los pobladores de la zona.

### Período Neocolonial
En este período se comenzó en este territorio a explotar productos que se pudieran exportar fundamentalmente la producción azucarera y agrícola. Se creó un central azucarero llamado Tánamo. Como consecuencias de la explotación y el bajo nivel de vida de los habitantes de estas regiones se intensificaron las luchas obreras y campesinas, llegando a formar un poderoso sindicato.

#### Lucha contra Batista
En esta zona se crearon células del Movimiento 26 de Julio y muchos de sus vecinos se incorporaron al Segundo Frente Oriental. En mayo de 1958 el territorio quedó enmarcado en la columna 19 del Segundo Frente. En el municipio se realizaron heroicas acciones en contra de las fuerzas de la tiranía de Batista.

### Período Revolucionario
Luego del triunfo de la Revolución la calidad de vida de la población se incrementó considerablemente. La salud alcanzó niveles nunca antes visto en la zona, se formaron médicos, se crearon varias instalaciones de salud y lo más importante es que estos servicios pasaron a ser totalmente gratuitos.
La Educación también tuvo notables avances, comenzando con la eliminación del analfabetismo en el territorio, y la creación de escuelas donde todos tienen derecho a estudiar gratuitamente. De igual manera la cultura evolucionó, se creó una biblioteca, un museo y casas de cultura, aumentando el movimiento de aficionados a las diferentes manifestaciones del arte.
En esta aislada y distante localidad nacieron figuras estelares del deporte cubano como el campeón mundial de lucha grecorromana Pedro Roque Favier y el boxeador Arnaldo Mesa. El municipio siempre ha sido una cantera de atletas de lucha libre y grecorromana que despuntaron a planos estelares como Mauro Lobaina Casamayor, Ramón Lobaina, Amado Díaz, José Tabares, Maden, y otros.

## Economía
El desarrollo económico de la región, si bien hasta inicios del siglo XXI estaba marcada por la producción azucarera del Central Tánamo; posteriormente, con el cierre del mismo, cedió terreno a la producción agropecuaria y de cultivo intensivo de camarones en la Camaronera de Guajaca.